# Gavrila Deržavin
Gavrila Romanovič Deržavin (rus. Гаврии́л [Гаври́ла] Рома́нович Держа́вин), Sokury, Kazanska gubernija, Rusko Carstvo, 14. srpnja 1743. – imanje Zvanka, Novgorodska gubernija, 8. srpnja (20. srpnja) 1816. – ruski pjesnik i dramaturg prosvjetiteljstva, državnik, senator i aktivni tajni savjetnik.

## Vanjske poveznice
- Rodovid: G.R. Deržavin (rodoslovno stablo)
- Ruski memoari: Državin, G.R., Opisanije toržestva byvšego po slučaju vzjatija goroda Izmaila  Arhivirana inačica izvorne stranice od 3. studenoga 2013. (Wayback Machine), Deržavin, G.R., Djela, dio 4, V. tipogr. Šnora, Sankt Peterburg, 1808., str. 22-60
- Portal Republike Karelije: G.R. Deržavin